# Trioza pullata
Trioza pullata är en insektsart som beskrevs av Crawford 1918. Trioza pullata ingår i släktet Trioza och familjen spetsbladloppor. Inga underarter finns listade i Catalogue of Life.